# 张南本
张南本（?—?），唐朝人。擅長繪畫，專攻佛像人物、龍王神鬼。與孙位皆以善畫水聞名於當時，張南本以爲同能不如獨勝，遂改为畫火，時有“孙位之水，张南本之火”之称。
张南本曾於成都金华寺大殿画八明王。有一僧游寺殿，见殿壁的炎炎火势，嚇得跌倒在地。